# La Guerre des miss
Pour plus de détails, voir Fiche technique et Distribution.
La Guerre des miss est un film français réalisé par Patrice Leconte, sorti en 2008.

## Synopsis
Encaissé dans la vallée, Charmoussey, petit village est frappé durement par la récession. Quelques kilomètres plus haut, Super-Charmoussey, station de ski familiale et prospère. Chaque année la rivalité entre ces sœurs ennemies fait rage à l’occasion de l’élection de la Miss locale : 22 compétitions, 22 victoires pour celles d’en haut, « coachées » par différents professionnels invités aux frais de la station. Trop c’est trop.
Alors que la 23e édition se profile, sachant qu'une décision administrative va réunir les deux villages en un seul, Charmoussey étant appelé à disparaitre, il y va de l’honneur et de la fierté de Charmoussey de remporter cet ultime combat : pour y parvenir, leur arme secrète s’appelle Franck Chevrel, enfant du village parti il y a 17 ans tenter sa chance à Paris dans le « show biz ».
Scène inter-générique
Franck a connu Angel Bundy quand il était étudiant. Franck était son supérieur le peu de temps où il a travaillé au Quick. Franck lui conseille de trouver un travail correspondant plus à sa voie.

## Fiche technique
- Titre : La Guerre des miss
- Réalisation : Patrice Leconte
- Scénario : Franck Chorot, Guillaume Lemans, Fred Cavayé
- Directeur de la photographie : Jean-Marie Dreujou
- Musique : Étienne Perruchon
- Ingénieur du son : Paul Lainé
- Montage : Joëlle Hache
- Pays d'origine :  France
- Genre : Comédie
- Durée : 109 minutes
- Dates de sortie :
  - France : 14 novembre 2008 (première au Festival du film de Sarlat) ; 14 janvier 2009 (sortie nationale)
  - Belgique : 14 janvier 2009

## Distribution
- Benoît Poelvoorde : Franck Chevrel
- Olivia Bonamy : Cécile
- Jacques Mathou : le maire de Charmoussey
- Christian Charmetant : le maire de Super Charmoussey
- Béatrice Michel : l'épouse du maire de Charmoussey
- Michèle Garcia : l'épousee du maire de Super Charmoussey
- Cynthia Groggia : Camille, fille de Cécile
- Laurent Bateau : Jean-René Pouchard
- Antoine Chappey : Gérard, le patron du café
- Juliette Poissonnier : Jeanine, la patronne du café
- Laurent Gamelon : Gaby, le coiffeur
- Sarah Barlondo : Miss 1995
- Albert Delpy : le père du maire de Super Charmoussey
- Arnaud Henriet : Jean-Loup, le chef des pistes
- Jean-Paul Comart : le présentateur de l'élection des miss
- Yeelem Jappain : la candidate n°1
- Christelle Cornil : la candidate n°2
- Karina Marimon : Josy
- Anaïs Tellenne : Sandrine, la filleule du maire
- Rodolphe Couthouis : l'assistant du cinéma
- Alain Corneau : le réalisateur du film avec Catherine Deneuve
- Pierre Bénézit : le patron du « Why Not »
- Pavlína Němcová (en) : Olga
- Edouard Prétet :  Yvon, le facteur
- Joël Lefrançois : Robert, le bûcheron
- Christophe Bouisse : Jean-Patrick Giovani, le coach
- Loudia Gentil : la candidate n°3
- Adeline Kohl : la candidate n°4
- Louise Wallon : la candidate chanteuse
- Anne-Sophie Morillon : Jennifer
- Angélique Delestre : la candidate Deborah
- Sylvain Saint-Jalmes : un habitant de Super-Charmoussey
- Olivier Bourcet : l'infirmier
- Ulysse Grosjean : Arthur
- Romain Alletz : Kevin
- Michel Retaux : Monsieur Point, le patient de Cécile
- Nicolas Buchoux : Angel Bundy
- Noëlle Bieder : Catherine Deneuve
- Alice Leconte : la jeune fille au fast-food
- Magali Martinez : Alizée Pinson
- Christophe Favre : un journaliste de France 3 régional

## Production

### Tournage
Le tournage s'est déroulé en Franche-Comté du 27 mars 2008 au 15 mai 2008, puis 6 semaines de studio en région parisienne.
Les villages de L'Hôpital-du-Grosbois, Vuillafans, Montgesoye et la station des Rousses ont joué le rôle de décor naturel, rebaptisés en Charmoussey et Super-Charmoussey.

## Musique
Sauf indication contraire ou complémentaire, les informations mentionnées dans cette section proviennent du générique de fin de l'œuvre audiovisuelle présentée ici.
- I Will Survive de 1978.

### Bande originale
Musiques non mentionnées dans le générique
Par Étienne Perruchon :
- La guerre des Miss, durée : 1 min 9 s.
- La 22e branlée, durée : 2 min 39 s.
- Les Chevrel père et fils, durée : 1 min 42 s.
- Retour au pays, durée : 2 min 14 s.
- La maison hantée, durée : 59 s.
- C'est pas gagné, durée : 2 min 5 s.
- Relooking, durée : 45 s.
- Cécile cool, durée : 3 min 16 s.
- La Miss myope, durée : 1 min 29 s.
- Une petite flamme, durée : 2 min 29 s.
- Koching the Miss, durée : 2 min 40 s.
- Florilège de Miss, durée : 2 min 54 s.
- La marche des Chevrel, durée : 1 min 25 s.
- Charmoussey les bains, durée : 2 min 57 s.
- Chanson de la candidate, durée : 46 s.

## Accueil

### Accueil critique
En France, le site Allociné propose une note moyenne de 1,7⁄5 à partir de l'interprétation de critiques provenant de 19 titres de presse.

## Analyse
Après Monsieur Batignole et Indigènes, la région franc-comtoise a à nouveau servi de décor à Patrice Leconte.